# Epiglaea pastillicans
Epiglaea pastillicans là một loài bướm đêm trong họ Noctuidae.